# Reforma 3ra. Sección
Reforma 3ra. Sección är en ort i Mexiko.   Den ligger i kommunen Jalpa de Méndez och delstaten Tabasco, i den sydöstra delen av landet, 700 km öster om huvudstaden Mexico City. Reforma 3ra. Sección ligger 12 meter över havet och antalet invånare är 474.
Terrängen runt Reforma 3ra. Sección är mycket platt. Runt Reforma 3ra. Sección är det ganska tätbefolkat, med 172 invånare per kvadratkilometer. Närmaste större samhälle är Comalcalco, 16,8 km väster om Reforma 3ra. Sección. Trakten runt Reforma 3ra. Sección består till största delen av jordbruksmark.